# ORP Kondor (1964)
ORP Kondor (297) – okręt podwodny polskiej marynarki wojennej typu 207 (nor.: Kobben). Jednostka została zwodowana w niemieckiej stoczni Nordseewerke, gdzie była budowana na zamówienie Norwegii. Do służby w norweskiej marynarce wojennej weszła jako KNM „Kunna”, służąc w niej jako jednostka typu Kobben, a po wycofaniu ze służby w roku 2001 okręt został przekazany polskiej marynarce wojennej. Podniesienie polskiej bandery nastąpiło 20 października 2004 roku, po czym jednostce nadano numer taktyczny 297. Matką chrzestną okrętu została Danuta Hübner.
Okręt od 10 października 2008 roku do 31 marca 2009 roku uczestniczył, jako PKW Kondor, w natowskiej operacji Active Endeavour na Morzu Śródziemnym. Działalność okrętu polegała na prowadzeniu podwodnego dozoru akwenów i skrytym rozpoznaniu, a także na identyfikacji jednostek nawodnych. W połowie misji wymieniono załogę jednostki. Przed powrotem do kraju jednostka przeszła przegląd techniczny i naprawy w Turcji. Do Gdyni ORP „Kondor” powrócił 15 czerwca. Został wycofany ze służby 20 grudnia 2017, a na początku 2021 r. Agencja Mienia Wojskowego zapowiedziała przejęcie okrętu od Marynarki Wojennej celem sprzedaży przed końcem pierwszego kwartału tego samego roku.

## Dowódcy okrętu
- kmdr ppor. Tomasz Krasoń
- kmdr ppor. Leszek Dziadek
- kmdr ppor. Piotr Pawłowski
- kmdr ppor. Robert Rachwał
- kmdr ppor. Krzysztof Snarski
- kmdr ppor. Marek Walder (p.o.)[6]